# Leon Gaston Genevier
Leon Gaston Genevier (ur. 18 czerwca 1830 w Saint-Clément-de-la-Place, zm. 11 lipca 1880 w Nantes) – francuski farmaceuta, botanik i mykolog.
Léon Gaston Genevier w 1855 roku dostał pracę jako farmaceuta w Mortagne-sur-Sevres w departamencie Vendee. Znany jest głównie z badań rodzaju jeżyna (Rubus) w dorzeczu Loary. Opisał około 100 ich gatunków. Zajmował się także badaniami grzybów, mchów i wątrobowców. Około 1870 roku Genevier zamieszkał w Nantes jako farmaceuta. Tu zmarł w wieku 50 lat.
Był członkiem honorowym Société d'études scientifiques d'Angers.
Przy nazwach naukowych utworzonych przez niego taksonów dodawany jest skrót jego nazwiska Genev.

## Wybrane publikacje
1. Extrait de la florule des environs de Mortagne-Sur-Sèvre (Vendée), 1866
2. Essai monographique sur les Rubus du bassin de la Loire, 1869
3. Etude sur les champignons consommés à Nantes sous le nom de champignon rose ou de couche (Agaricus campestris L.), 1876
4. Premier supplément à l'essai monographique sur les "Rubus" du bassin de la Loire – First supplement to the monograph on Rubus of the Loire basin.